# گوتنبورن
گوتنبورن (به آلمانی: Gutenborn) یک شهر در آلمان است که در بورگنلاندکرایس واقع شده‌است. گوتنبورن ۲٬۰۳۹ نفر جمعیت دارد.
گوتنبورن در ۱ ژانویهٔ ۲۰۱۰ در پی ادغام شهرداری‌های سابق برگیسدورف، دروسدورف، هویکوالده و شلباخ تشکیل شد.